# La diagonal del loco
La diagonal del loco, título original en francés La diagonale du fou, es una película de drama deportivo de suspenso franco-suiza de 1984 dirigida por Richard Dembo, ganadora del premio Óscar al mejor film de habla no inglesa, y del César a la mejor primera película.

## Sinopsis
El encuentro por el título mundial de ajedrez se desarrolla en Ginebra entre dos grandes maestros, el aspirante, el joven virtuoso Pavius Fromm, húngaro exiliado, y el campeón mundial, Akiva Liebskind, soviético y judío.

## Comentario
Lo interesante de esta película, es que el propio ajedrez se convierte en una especie de parábola alegórica sobre la Guerra Fría (1950-1989)años ochenta. La traducción del título es equívoca, pues la palabra fou en francés, además de loco significa alfil, lo que dado la temática de esta película resulta bastante coherente.
La historia tiene cierto cariz político. Se trata de dos contendientes, rivales en el arte de los tableros a cuadros, y pertenecientes a la cultura de lo que una vez se llamó el telón de acero, Liebskind es leal al régimen comunista de la Unión Soviética, es un veterano jugador y héroe ajedrecístico de la URSS que está obligado a derrotar a su oponente, en tanto que Fromm es un destacado jugador joven y, sobre todo, un convencido disidente que vive en el exilio.
Su enfrentamiento en el tablero conlleva las actitudes de cada uno en lo político y en lo ideológico, pero alrededor de los personajes y de la partida que protagonizan hay todo tipo de incidentes, como micrófonos ocultos para vigilar al renegado Fromm o la presencia de un parapsicólogo contratado para leer las intenciones de uno, y la llegada de un gurú para contrarrestarlo.
La película tiene buen ritmo. De hecho, tiene la estructura de una película de intriga, pero para los aficionados al ajedrez tiene un valor adicional: la anécdota está inspirada en un hecho real, el duelo por el campeonato mundial entre los maestros Karpov y Korchnoi en Baguío, en 1978.
La película, presentada por el gobierno suizo, consiguió para esa nación en 1985 el Oscar a la mejor película extranjera. Ese mismo año hubo una fuerte polémica acerca de los criterios de la Academia para seleccionar las películas candidatas a esta categoría y para elegir la ganadora, ya que, entre otros incidentes cuestionables, la película Ran, del japonés Akira Kurosawa, quedó fuera de competencia en beneficio de otras producciones abiertamente menores. También ganó el Premio Louis Delluc, el Prix de l'Académie du Cinéma y el Premio César a la mejor ópera prima.